# Tunnel de Chavanne
Le tunnel de Chavanne est un ouvrage d'art français permettant à la branche est, phase 1 de la LGV Rhin-Rhône de passer dans une colline, sur le Bois du Mont culminant à 508 mètre d'altitude, dans les départements de la Haute-Saône, à l'ouest et du Doubs, à l'est. Il a été creusé à l'explosif, sans tunnelier. Il se situe sur les communes de Villers-sur-Saulnot (70) et d'Aibre (25).

## Histoire
Le tunnel a été créé lors de la construction de la LGV Rhin-Rhône, il s'agit d'un des ouvrages d'art majeurs de cette ligne. Le maître d'ouvrage est Réseau ferré de France. Il a été creusé à l'explosif, de part et d'autre du tunnel. Son percement a débuté en juin 2007 et s'est achevé le 28 janvier 2009 lorsque les deux chantiers se sont rejoints, au centre du tunnel. 245 000 m3 de matériaux ont été déblayés, dont 1/3 de calcaire et 2/3 de marne. La pose des équipements ferroviaires a débuté en 2010. Sa mise en service commerciale a eu lieu le 11 décembre 2011. La Société Nationale des Chemins de Fer (SNCF) a été et est son seul exploitant.

## Caractéristiques techniques
Il s'agit d'un tunnel monotube à double voie, une voie par sens de circulation, la voie nord pour les trains dans le sens Besançon - Belfort et inversement pour la voie sud. Le tunnel permet le franchissement des trains à 270 km/h. Il a une longueur de 1 970 mètres dont 240 mètres de tranchée couverte aux extrémités et se situe au point kilométrique 115,144 de la branche est de la LGV Rhin-Rhône. Les voies sont électrifiées en 25 kV 50 Hz comme sur toutes les LGV.
Du fait de ses caractéristiques monotube à section limitée pour la vitesse parcourue, le tunnel est équipé d'un enclenchement qui limite la vitesse des trains à 230 km/h en présence d'un train croiseur. Ceci afin de limiter l'effet des ondes de pression sur le confort des voyageurs.

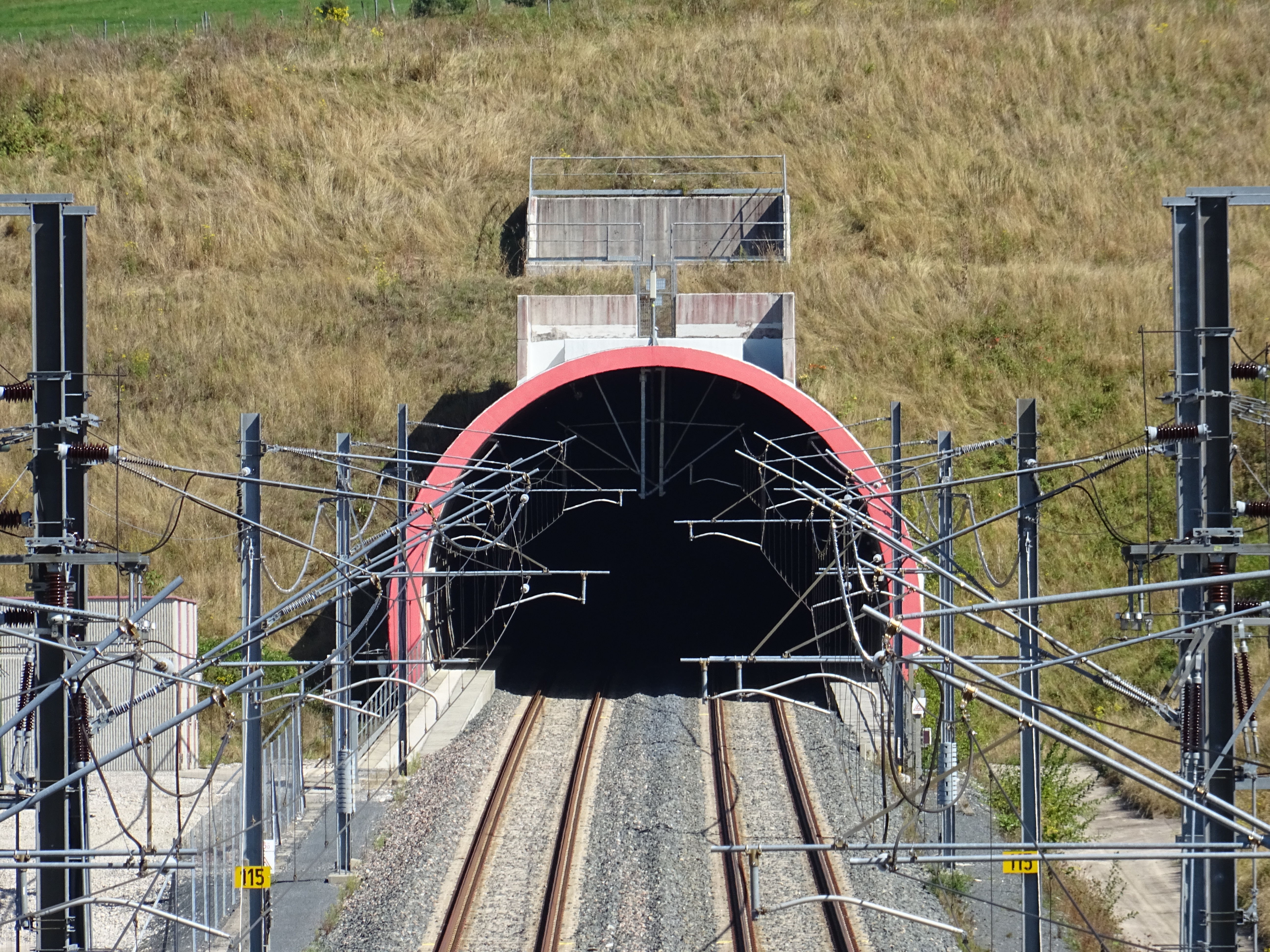
L'entrée Ouest.
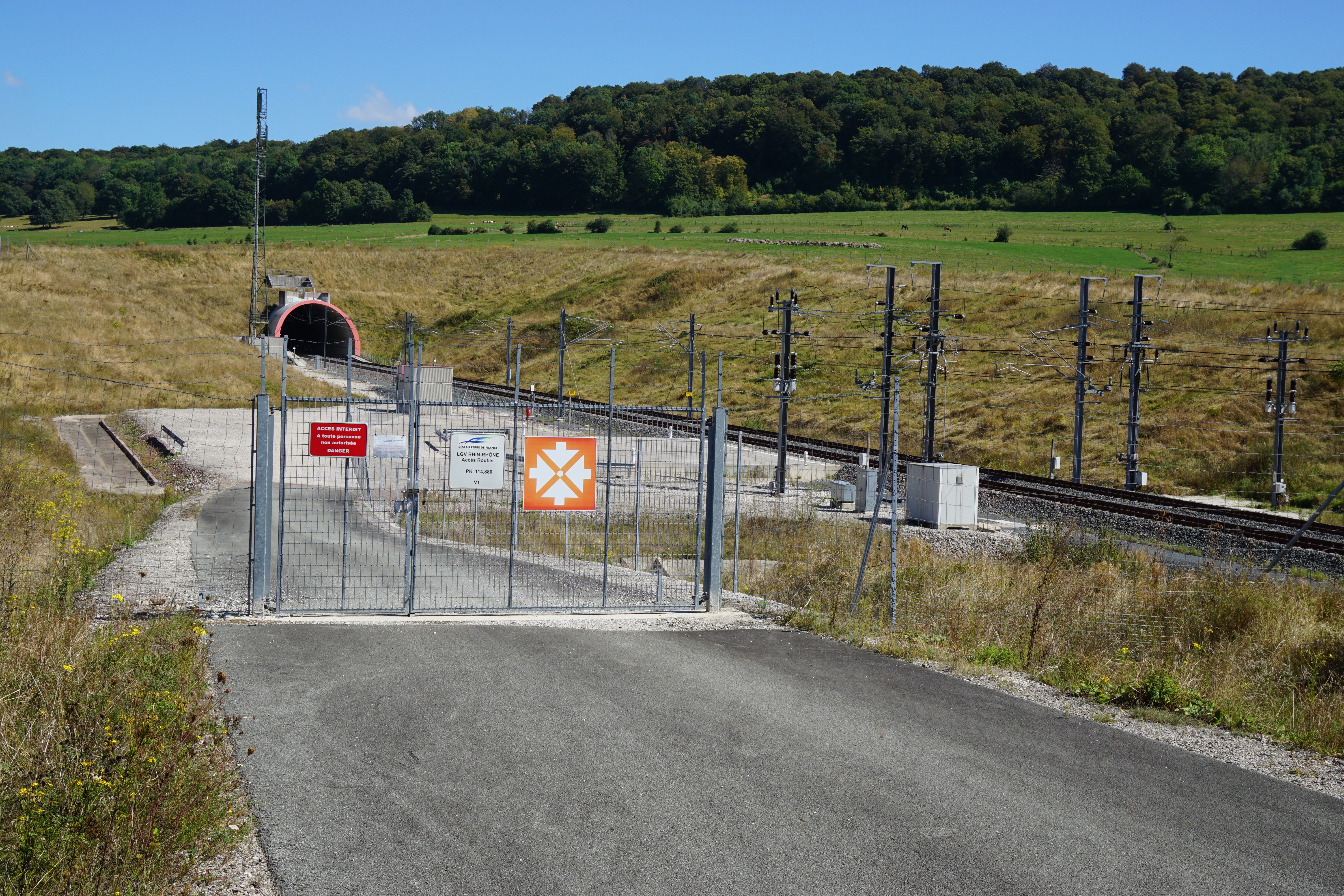
Route d'accès.
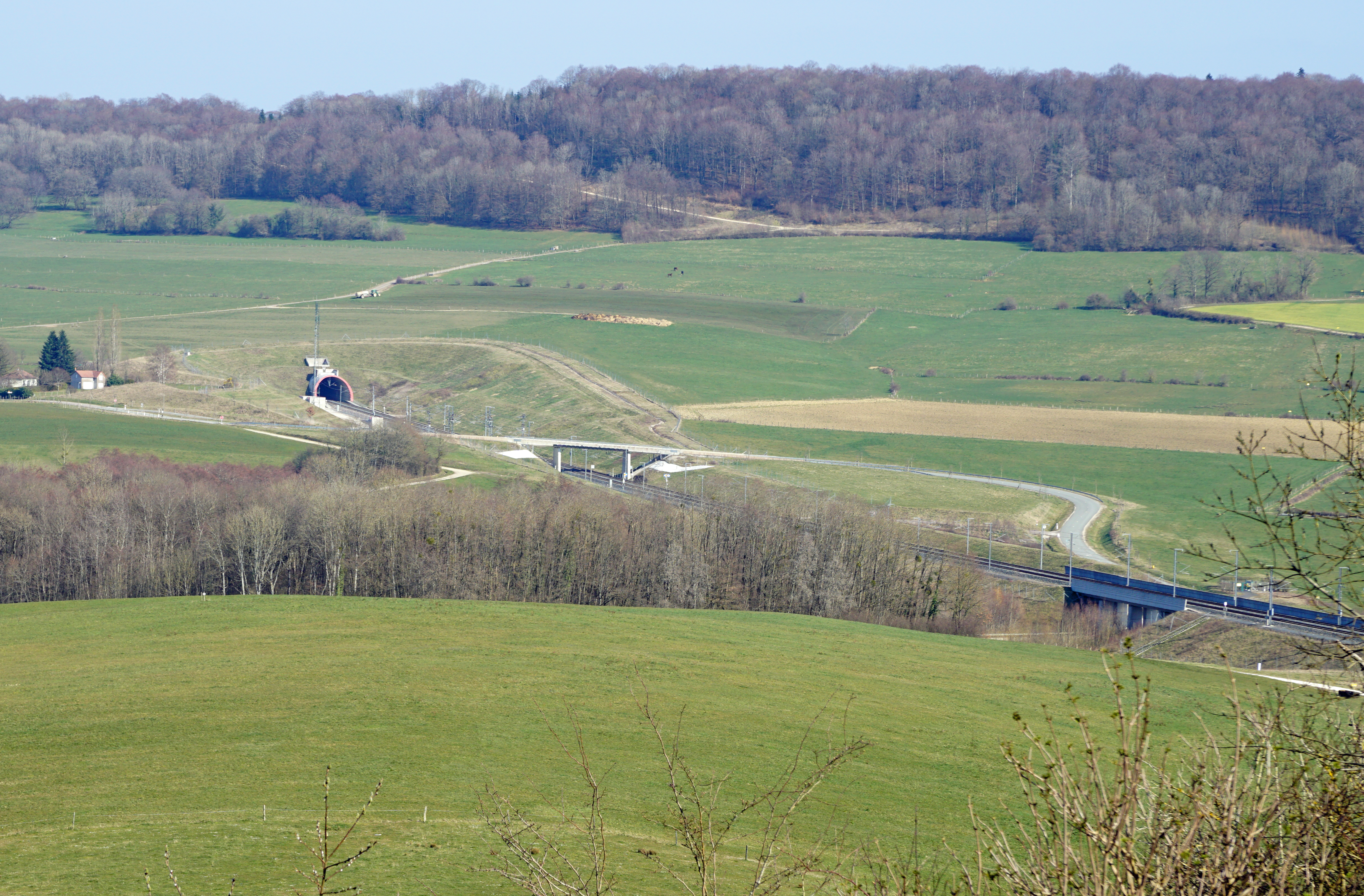
Le tunnel dans le paysage.